# Lophomeniinae
De Lophomeniinae is een onderfamilie van weekdieren uit de orde Cavibelonia.

## Geslachten
- Forcepimenia Salvini-Plawen, 1969
- Hypomenia van Lummel, 1930
- Lophomenia Heath, 1911
- Metamenia Thiele, 1913